# Александър II (Владимирско-Суздалско княжество)
Вижте пояснителната страница за други личности с името Александър II.
Александър II Михайлович Тверски (на руски: Александр II Михайлович Тверской) е велик княз на Владимирско-Суздалското княжество (1326 – 1327).

## Живот
Александър е втори син на Михаил Тверски от съпругата му Анна Кашинска.
Като младеж той управлява градовете Холм и Микулин, а през 1326 наследява бездетния си брат Дмитрий, екзекутиран по заповед на Узбек хан, владетел на Златната орда.
През 1327 г. в Твер пристига като посланик на Златната орда Шевкал, братовчед на Узбек хан, придружаван от многобройна свита. Той прогонва Александър от двореца му и самият той се настанява там. През следващите седмици враждебността между монголите и местните жители нараства. На 15 август, след като монголите залавят и се опитват да убият един свещеник, те са нападнати и избити от разгневената тълпа. Самият Шевкал е изгорен жив в сградата, в която се укрива.
Московският княз Иван Калита се възползва от ситуацията, получава от Узбек хан 50-хилядна армия и прогонва Александър от Твер. Той се опитва да отиде в Новгород, но е прогонен от местните жители и отива в Псков. Жителите на Псков, опитващи се да отстояват независимостта си от Новгород, го приемат с радост. През 1329 Иван Калита и много други князе обявяват война на Псков, а митрополит Теогност отлъчва Александър от църквата.
Изправен пред заплахата от война, Псков се отказва от Александър и той заминава за Литва. След година и половина отново се връща в Псков и управлява под покровителството на литовския велик княз Гедиминас. През 1335 Александър изпраща сина си Фьодор в Златната орда, за да измоли опрощение за баща си. През 1337 самият той отива при Узбек хан, който му прощава и го връща в Твер. Въпреки това през 1339 Александър и Фьодор са убити по заповед на Узбек хан.

## Фамилия
Александър се жени около 1320 за Анастасия Галицка и двамата имат осем деца:
1. Фьодор († 1339)
2. Лев (* 1321)
3. Михаил (1333 – 1399)
4. Всеволод († 1364)
5. Андрей († 1365)
6. Владимир (†1365)
7. Мария (†1399), женена за владимирския велик княз Симеон Горди
8. Уляна Тверска (1325 – 1392), женена за литовския велик княз Алдиргас